# Mixocera
Mixocera là một chi bướm đêm thuộc họ Geometridae.